# Дарт Трея
Дарт Трея — персонаж фантастичної франшизи «Зоряні війни». Первісне ім'я — Крея. Була майстром-джедаєм до війни з мандалорцями, а пізніше лордом ситхів. Як зберігач архівів Джедаїв, Крея була пристрасним оглядачем, терплячим вченим і мудрим учителем. Пізніше вона перейшла на темну сторону Сили і стала майстерним маніпулятором. Жінка, яка відчула жахливий біль зради від обох сторін — джедаїв і ситхів, мріяла про помсту, але не цим двом групам або одній з них, а самій Силі.
План Дарт Треї досяг кульмінації, коли вона знайшла джедая Вигнанку, яка могла допомогти їй здійснити помсту. Однак, її очікування не виправдалися, так як Вигнанка вступила з нею в сутичку і вбила в Академії Траюса.